# میوشی مونه‌تاکا
میوشی مونه‌تاکا (به ژاپنی: 三吉 致高 みよし むねたか); تولد نامشخص – مرگ نامشخص) رهبر خاندان میوشی در طی دوره سنگوکو بود. دختر او همسر غیر اصلی موری موتوناری رهبر خاندان موری بود. یک فرمانده نظامی از دوره سنگوکو. یک ناسیونالیست مستقر در قلعه هی اویاما در ولایت بینگو بود.
او ابتدا به خاندان یامانا و بعداً به خاندان اوچی و خاندان آماگو تعلق داشت و سپس تابع خاندان موری شد.